# 佩爾加
51°23′53″N 27°53′40″E / 51.39806°N 27.89444°E
佩爾加（烏克蘭語：Перга），是烏克蘭北部的村莊，隸屬日托米爾州的科羅斯滕區。該村始建於1545年，面積1.3平方公里，海拔高度164米，2001年人口416，人口密度每平方公里320人。